# 城市街
43°19′01″N 11°19′51″E / 43.317083°N 11.330743°E

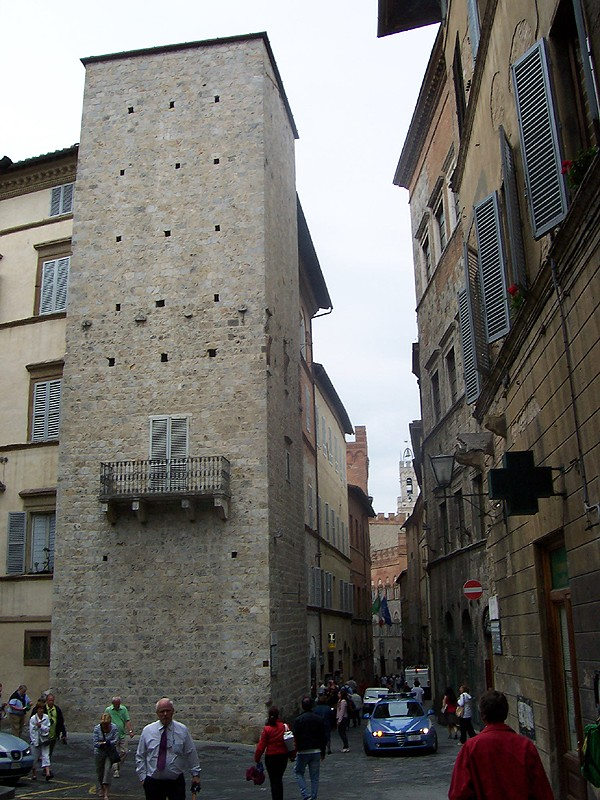
福尔泰圭里塔

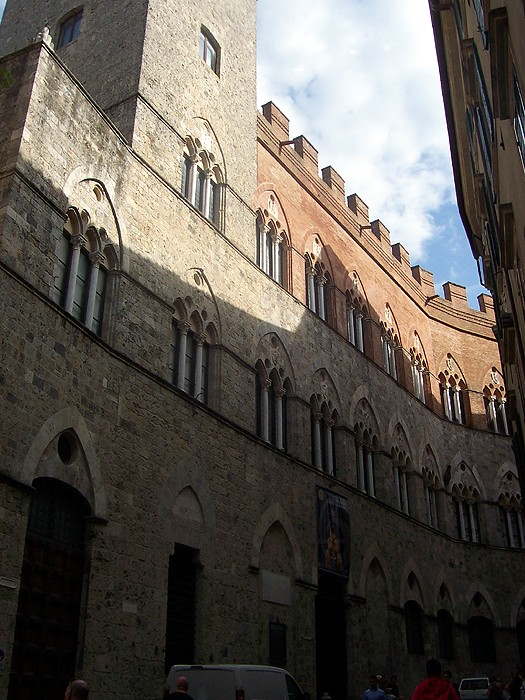
基齐-萨拉齐尼宫

城市街（via di Città）是锡耶纳老城区三条主要街道之一。另外两条为银行上街（via Banchi di Sopra）和银行下街（via Banchi di Sotto）。三条街在田野广场附近的劳动十字（Croce del Travaglio）交汇。
今天城市街是锡耶纳最优雅的街道之一，两侧是几乎不间断的中世纪高级建筑
，如基齐-萨拉齐尼宫（Palazzo Chigi Saracini）和帕佩塞宫（Palazzo delle Papesse）。